# 田乞
田 乞（でん きつ、? - 紀元前485年）は、中国春秋時代の斉の政治家。姓は嬀、氏は陳、後に田、諱は乞、諡は釐。父は田無宇（陳無宇）。景公、晏孺子荼、悼公の3代に仕える。田釐子あるいは陳釐子とも呼ばれる。

## 生涯

### 人心掌握
田乞は元々嫡系とは無縁の立場にあったが、嫡兄の田開（田武子）が嗣子無く没したことから、その後を継ぐ。田氏当主となった田乞は、自領民を施す際には大型の枡を用い、課税する時は小型の枡で取り立てて領民の負担を軽減することで、自領民ばかりか斉国民全体の信頼も集めていった。この様子に対し晏嬰は、斉はいずれ田氏の手に落ちると警戒した。

### 司馬穰苴失脚
田氏は陳須無・陳無宇の代から急激に勢力を拡大し、傍系の田穰苴を司馬として送り込むまでになったが、田氏の勢力拡大に危機感を抱いた高張と国夏らが景公に讒訴したことで司馬穰苴（田穰苴）は失脚に追い込まれてしまう。そのため、田乞は高氏と国氏の追い落としを目論むようになる。

### 宰相へ
紀元前490年の景公の死後、年少の公子荼（晏孺子）が斉公となり、高張と国夏が権勢の座に就いたのに伴い、田乞は彼等と親交を重ねたが、その一方で他の大夫たちに対しては両氏への反感を煽っていた。そして紀元前489年6月、田乞は大夫たちを率いて高張と国夏を攻撃して両氏を斉から追い出し、10月には晏孺子を退位させた後に暗殺する。そして、異母兄の公子陽生（悼公）を擁立して斉の宰相の座に就き、田氏の勢力を更に固めていった。
田乞の死後、家督は嫡子の田恒（史記では避諱により田常と表記）が継いだ。これ以降、田氏の勢力は斉公室を更に上回っていく。後に「釐」を諡され、田釐子と呼ばれる。

## 田乞を題材にした小説
- 塚本靑史『斗宿星 田釐子・成子伝』（角川春樹事務所、2004年）